# TV로펌 솔로몬

TV로펌 솔로몬은 2008년 4월 21일부터 2009년 9월 28일까지 솔로몬의 선택 후속으로 매주 월요일 밤 8시 55분부터 밤 9시 55분까지 방송되었던 SBS의 텔레비전 법률 프로그램이다.

## TV로펌 솔로몬 출연자
- MC : 김용만
- 패널 : 한영, 박윤배, 노사연, 장나라, 장영란, 김구라, 김C, 길용우, 김동현, 최준용, 장서희, 변우민, 채영인, 박소현

## 변호사
- 김병준
- 강연재 (강희정)
- 김용진
- 김효정
- 장진영
- 홍지욱